# Pankaj Raj
Pankaj Raj (Hindi: पंकज राज, Urdu: پنکج راج; n. en Nueva Delhi el 14 de noviembre de 1986) es un cantante indio.
Nacido y criado en Nueva Delhi, completó su graduación con B en la Universidad de Delhi. También trabajó en el Banco HDFC por algún tiempo. Pero su amor y dedicación hacia la música, le atrajo para comenzar su carrera como cantante profesional. Cuando se le preguntó al respecto de los inicios de su carrera de Pankaj, el admitió que tuvo una fuerte inclinación hacia la música desde su infancia y que su madre estuvo de acuerdo y que lo apoyó durante su carrera musical. Pues así comenzó su carrera como cantante de música devocional en 2009. También se formó gracias a la tutela de su gurú, Shri Sukhjeet Singh Rajwal, que él mismo pertenece a la asociación de 'Punjabi Gharana'. Actualmente está casado con Khushi Raj.